# Листковий пиріг (фільм)
«Листковий пиріг» або «Бутерброд» (також «Мозаїка») — фантастична комедія Анджея Вайди, знята за сценарієм Станіслава Лема, який є переробкою його п'єси 1955 року «Існуєте ви, містер Джонс?». Вийшла 17 березня 1968 року. Сценарій був опублікований в журналі «Ekran» в тому ж році і авторська збірника Лема «Безсоння» 1971 року. У 1989 році режисер Петро Штейн зняв за сценарієм фільм «Бутерброд» (СРСР).

## Сюжет
Автогонщик Річард Фокс (Джонс в сценарії) під час ралі з катастрофічною випадковості з'їжджає з траси і збиває власного брата Тома. Намагаючись врятувати хоч когось з братів, хірург трансплантує деякі з уцілілих органів (а саме-48,5 % тіла) Тома в організм Річарда. У підсумку Річард набуває деяких рис брата.
На нього обрушуються судові справи. Страхова компанія відмовляється виплатити страховку за померлого Тома, так як мовляв Том не зовсім помер. Дружина Тома вимагає, щоб Фокс або визнав себе Річардом і віддав їй страховку за Тома, або визнав себе Томом і повернувся до неї і дітей. Фокс в паніці біжить до адвоката, але той нічого не може зробити.
На наступному ралі у Фокса знову відбувається аварія під час віражу. На цей раз він збиває свою невістку та ще двох жінок і собаку. І знову хірург трансплантує в Фокса частини органів інших жертв і навіть собаки. В результаті Фокс стає схожий з образом мислення на жінку і намагається вкусити свого психіатра.
Нарешті, після третього ралі Фокс знову приходить до адвоката. Адвокат хоче сказати йому, що не встиг нічого зробити, але тут з'ясовується, що це не Фокс, а його штурман. Їх автомобіль знову потрапив у катастрофу, але на цей раз вижив штурман — завдяки трансплантації в його тіло органів Джонса.

## У ролях
| Актор               | Роль                                |
| ------------------- | ----------------------------------- |
| Богуміл Кобеля      | Річард Фокс                         |
| Рішард Філіпський   | адвокат                             |
| Ганна Пруцнал       | дружина Тома Фокса                  |
| Єжи Зельнік         | доктор Бартон                       |
| Петро Високі        | доктор Бенглоу, психоаналітик Фокса |
| Тадеуш Плюціньський | пастор                              |
| Марек Кобела        | Том Фокс                            |
| Герард Вілк         | страховий агент                     |
| Niebiesko-Czarni    | камео                               |

## Перекази сценарію
В російському перекладі Євгенія Вайсброта сценарій вперше видано у 1972.